# Noblella madreselva
Noblella madreselva is een kikker uit de familie Strabomantidae. De soort werd voor het eerst wetenschappelijk beschreven door Alessandro Catenazzi, Vanessa Uscapi en Rudolf von May in 2015.
De soort leeft in Zuid-Amerika en komt endemisch voor in Cuzco, een stad in Peru op een hoogte van 2330 tot 2370 meter boven zeeniveau.